# Marco Silvestri
Pour les articles homonymes, voir Silvestri.
Marco Silvestri, né le 2 mars 1991 à Castelnovo ne' Monti en Italie, est un footballeur italien qui évolue au poste de gardien de but à l'US Cremonese.